# Hugo Unruh
Hugo Carl Johann Theodor Unruh (* 11. Dezember 1854 in Hagenow; † 18. Februar 1923 in Wismar) war ein deutscher Arzt und Kreisphysikus in Wismar.

## Biografie
Unruh studierte Medizin an der Universität Greifswald. Er wurde um 1882 zum Dr. med. promoviert. Danach war er praktischer Arzt in Wismar. 1888 wurde er in Wismar Kreisphysikus und übernahm die Leitung des alten Krankenhauses an der Klosterkirche. Dieses genügte nicht mehr seinen Anforderungen und er setzte sich für den Neubau eines Krankenhauses ein. Er bewirkte auch eine Veränderung der misslichen Zustände auf dem Friedhof, wo die Leichen noch im Wohnhaus des Leichenwärters aufgebahrt und seziert wurden. Im Mai 1909 wurde das neue Stadtkrankenhaus am Dahlberg eröffnet, dessen Gebäude bis 2018 bestand. Er führte das Krankenhaus bis 1919.
 
Unruh wurde auf dem Friedhof Wismar bestattet.

## Ehrungen
- Ihm wurde der Ehrentitel Geheimer Medizinalrat verliehen.
- 1924 wurde die Dr.-Unruh-Straße am Krankenhaus nach ihm benannt.[1]
- Das Krankenhaus Wismar verleiht seit 1976 den Dr.-Unruh-Preis für herausragende wissenschaftliche Arbeiten.[2]